# 白血病
白血病（英語：leukemia）又称血癌，是造血器官的一组进行性恶性肿瘤疾病。病因是造血干细胞或祖细胞于发育成熟过程中的不同阶段，发生了分化阻滞、凋亡障碍和恶性增殖，进而引起异质性造血系统恶性肿瘤。
白血病主要特点是血液和骨髓中的白细胞及其幼稚细胞（前体细胞或白血病細胞）出现质和量的异常，会抑制骨髓正常造血功能并浸润肝、脾、淋巴结等组织器官。症狀會因缺乏正常血球而發生，可能包括：出血與瘀斑、疲倦以及感染風險增加。
英语 leukemia 來自於古希臘語，（白色）與（血液）的組合。
白血病發生的真正原因尚未知曉，目前相信環境與遺傳因素都扮演了重要角色。風險因子包括：吸菸、游離輻射、部分化學物質如苯、曾接受化療、唐氏綜合症、家族史有白血病。白血病可被分為：急性淋巴性白血病、急性骨髓性白血病、B細胞慢性淋巴性白血病與慢性骨髓性白血病這四大類型，以及其他較不常見的種類。白血病與淋巴瘤同屬影響血液、骨髓與淋巴系統的腫瘤當中的一種，此大類疾病被稱為造血与淋巴细胞肿瘤。白血病的診斷方法主要靠血液檢查與骨髓檢查。
白血病的治療方式包括化學療法、放射線療法、標靶治療與骨髓移植。某些類型的白血病會採用所謂「觀察性等待」的策略。
預後方面，发达國家比以前有明顯進步，以美國為例，其五年存活率在2011年的統計數據為57%。慢性淋巴細胞白血病（CLL）是西方國家最常見的成人白血病類型，在亞洲人中罕見。兒童的五年存活率一般比成人高，依據白血病的類型不同，大約在60到90%之間。急性白血病病患若接受治療痊癒且5年內沒有復發的話，之後終身復發的機率相當低。另外，白血病的治療有可能需要配合輸血或輸血小板。有些病患選擇安寧緩和治療。
2012年，共有35.2萬位新的白血病病患，並造成26.5萬人死亡。白血病是最常見的兒童癌症，其中80%的病例是急性淋巴性白血病。然而，佔比90%的成人病患當中，B細胞慢性淋巴性白血病與急性骨髓性白血病是最常見被確診的種類。白血病最常在发达國家出現。在美國，白血病一年的醫療支出為54億美元。

## 概述
1847年德国病理学家魯道夫·菲爾紹首次识别了白血病。白血病人的血液样本在显微镜下可发现大量不成熟的白血球，和正常人血液有明显区别，因而得名。白血病的病源是由于细胞内DNA的变异形成的骨髓中造血组织的不正常工作。骨髓中的幹細胞每天可以制造約540萬個／1立方毫米的红血球和7400個／1立方毫米白血球。白血病病人过分生产不成熟的白血球，妨害骨髓的其他工作，这使得骨髓生产其它血细胞的功能降低。白血病可以扩散到淋巴结、脾、肝、中枢神经系统和其它器官。白血病是造血干细胞的恶性克隆性疾病（clonal disorder），在儿科恶性肿瘤的发病率中居第一位。

## 病因
对白血病病因的精确原因还在研究中。一般骨髓幹细胞内的DNA变异导致它们的恶化。其原因可以是暴露在放射线中、接触致癌物质（例如裝修工程期間會釋放出的揮發性有機物，諸如苯）和其它细胞内遗传物质的变异。人類嗜T淋巴球病毒一型也可能导致白血病。

## 类型
| 細胞類型                              | 急性             | 慢性               |
| ------------------------------------- | ---------------- | ------------------ |
| 淋巴细胞性白血病 （或淋巴球性白血病） | 急性淋巴性白血病 | 慢性淋巴性白血病   |
| 骨髓性白血病 （或粒细胞性白血病）     | 急性骨髓性白血病 | 慢性粒细胞性白血病 |

白血病有多种类型，白血病的类型主要由血液内不成熟的白血细胞的类型来区分，學術上，有多種分類方法，常用的分類法有FAB分類法，以及由世界衛生組織推動新的 WHO 分類法 。這些分類法可以提供病人預後以及處置的指導。临床上，一般分急性和慢性白血病。
- 急性淋巴性白血病（ALL）
- 急性骨髓性白血病（AML）
- 慢性淋巴性白血病（CLL）
- 慢性骨髓性白血病（CML）
- 年轻型骨髓单核細胞白血病（英语：Juvenile_myelomonocytic_leukemia）（JML）
- 成人T細胞淋巴性白血病（英语：Adult T-cell leukemia/lymphoma）（ATL）

成年人中最常见的是AML和CML，儿童中比较常见的是ALL。
急性白血病的特征是不成熟白血球剧增，这些不成熟的白血球一般在骨髓中約佔5％以下。这種不成熟白血球剧增的現象使得骨髓无法制造健康的血细胞，而由不成熟的白血球取代。急性白血病在青少年和儿童中比较普遍。由于恶性细胞的剧增和扩散急性白血病必须立即治疗。在不治疗的情况下病人在数月甚至数周内死亡。
慢性白血病的特点是过多地制造成熟的但依然不正常的血细胞，这些细胞（白血球占多数）因此过多地存在在血液中。慢性白血病一般出现在成年人，少見於兒童。医生首先確立慢性白血病的診斷與分類，再依照診斷與分類決定治療的方針。

## 症状
白血病的症狀，主要跟骨髓內造血功能的破壞有關。由於，白血球有穿滲進入組織的作用，部分症狀也跟此種特性有關。（白血病的症狀繁多，仍有本文未能涵蓋者。由於大部分白血病的症狀，沒有特殊性，擁有这里列举症状的人，不一定是患白血病。患白血病的病人，也不一定會擁有這描述的所有症狀）

### 骨髓造血功能破壞引起的症狀
- 容易發生青肿，點狀出血：導因於製造血小板的巨核細胞減少，以致血小板缺乏。
- 貧血：製造紅血球的母細胞減少，導致红血球的缺乏。容易在走動或運動時气喘和暈眩。
- 持續發燒，感染經久不癒：大部分的白血球都是血癌細胞，無正常功能，導致免疫力下降，容易受到感染。

### 血癌細胞穿滲組織引起的症狀
- 淋巴結腫大
- 骨痛或关节痛：血癌細胞在骨髓內大量增生造成。輕敲急性淋巴细胞性白血病病人的胸骨，常會引起劇烈疼痛。
- 牙齦腫脹、牙齦出血
- 肝脾腫大
- 头痛和呕吐：血癌細胞穿滲進入中枢神经系统的表现。
- 皮膚出現硬塊：因為看起來呈微綠色，又稱「綠色瘤」
- 心包膜或是肋膜腔積水

### 各類白血病的特殊表現
- 急性前骨髓性白血病：瀰漫性出血，造成皮膚和黏膜瘀傷和流血，淋巴腺腫大、肝脾腫大及骨髓外組織的侵犯等特殊表現。
- 慢性骨髓性白血病：白細胞显著增高，脾臟腫大，部分病例血小板增高。
- 慢性淋巴性白血病：很少發生在漢人身上，是北美和歐洲最常見的白血病類型。
- 急性淋巴性白血病：若是導致胸中膈淋巴腺腫大，往往壓迫氣管，導致「呼吸急促」咳嗽。
- 成人T細胞淋巴性白血病：因為血中鈣離子過高，導致脫水，意識不清，昏迷。

## 診斷
診斷通常建立在多次的全血細胞計數檢查並視症狀安排骨髓檢查。某些情況下某些種類的白血病需要淋巴結切片。有時候血液檢查不能發現病患已經患有白血病，尤其是在疾病早期或是緩解期。

## 治療
治療按不同类型有药物治疗、放射治療、免疫治疗和靶向治療。部分高危病人，需要進行骨髓移植。最近几年造血干细胞一直大量推广。

## 存活率
患者的預後取決於白血病的類型和患者的年齡，以美国为例：
急性骨髓性白血病：20歲及以上的患者5年生存率約為24%，20歲以下的患者5年生存率為67％。這是亞洲國家最常见的白血病類型。
急性淋巴性白血病：20歲及以上的患者5年生存率約為35％，20歲以下的患者5年生存率為89％。這是兒童中最常见的白血病類型。
慢性骨髓性白血病：五年生存率為69%。這是亞洲國家最常见的慢性白血病類型。對持續服用伊馬替尼藥物的患者進行的一項研究發現，有90％的患者至少活了5年。
慢性淋巴性白血病：五年生存率為85%。這是西方國家最常见的白血病類型，在亞洲人中很罕見。慢性淋巴性白血病屬於惰性淋巴瘤的範疇，其預後通常比白血病要好一些。